# Estación Petare II
Estación Petare II es una de las 3 estaciones de la primera fase del sistema Cabletren que abastece al sector de Petare en el Municipio Sucre al este del Distrito Metropolitano de Caracas,  al noroeste del Estado Miranda y al centro norte del país sudamericano de Venezuela. Fue inaugurada en agosto de 2013. Debe su nombre a la parroquia donde se ubica. No debe ser confundida con la estación Petare de la Línea 1 del Metro de Caracas.
Sus obra iniciaron en 2008 y concluyeron con algunos retrasos en el 2013 junto con las estaciones 19 de abril y 5 de julio. En el 2014 se procedió a realizar obras de conexión entre la estación Petare 2 del Cabletren con la Estación Petare del Metro esto incluyó un ascensor que lleva a los usuarios de la Línea 1 con la estación terminal Petare II. Su construcción implicó también la transformación parcial del entorno que la rodea. En junio de 2015 se reportó que un bebé nació de emergencia en sus instalaciones debido a que su madre no pudo llegar a tiempo al centro hospitalario a donde se dirigía.